# Kasteel Walburg (Ohé en Laak)

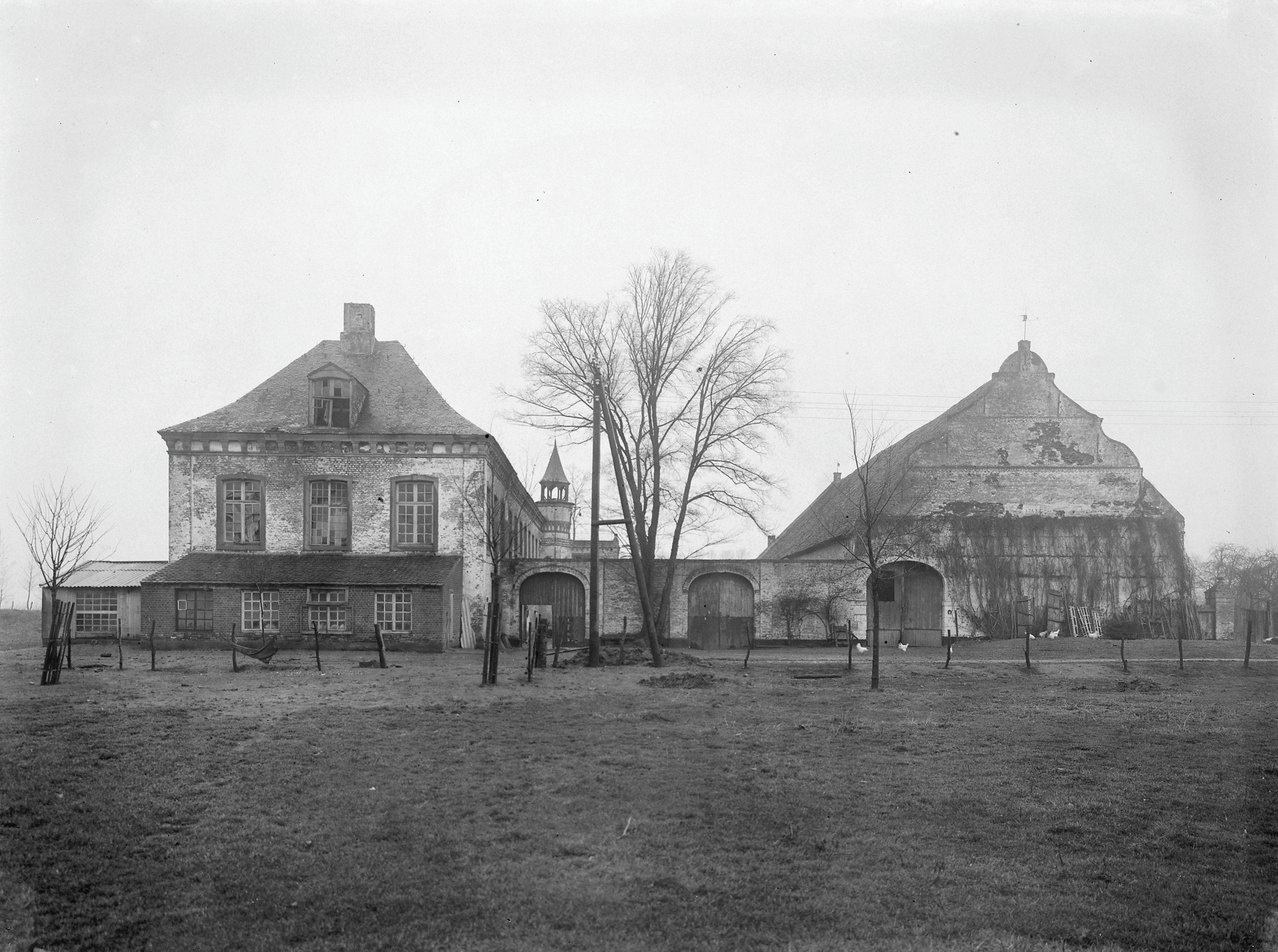
Voormalige achtergevels

Kasteel Walburg (ook: Kasteel Walborgh) was een kasteel te Ohé en Laak, gelegen aan de Weg naar Walborgh, vlak langs de oever van de Maas.

## Geschiedenis
Omstreeks 1632 werd dit kasteel gebouwd door Graaf Herman Frederik Van den Bergh, nadat het oorspronkelijke Kasteel Stevensweert in 1633 binnen de vestingwerken van Stevensweert kwam te liggen. In 1719 werd het kasteel door Graaf Reinier Vincent van Hompesch verder uitgebouwd tot een luxueus verblijf met tuinen en een boerderij. Deze graaf kocht het kasteel, en tevens de heerlijkheden Stevensweert en Ohé en Laak, van de toenmalige eigenaar, Graaf Philips Willem Frans van Limburg Stirum. Het bestond uit drie vleugels, geplaatst in een U-vorm, en omvatte onder meer een stal voor 24 paarden.
Na 1914, toen de laatste bewoner overleed, raakte het kasteel in verval en werd het na de Tweede Wereldoorlog een ruïne, waarvan de laatste overblijfselen in 1992 werden gesloopt. Alleen een kelder is bewaard gebleven. De stenen van de ruïne zijn hergebruikt in feestzaal 'de Ruïne', behorende bij 'Cafe Bongaarts'.
Het terrein is tegenwoordig eigendom van de Vereniging Natuurmonumenten.
Een maquette van dit kasteel, en een aantal voorwerpen uit het interieur ervan, bevinden zich in het Streekmuseum Stevensweert/Ohé en Laak te Stevensweert.